# Armoiries du Nunavut
Les armoiries du territoire du Nunavut sont appelées officiellement « Sa Majesté dans le droit du Nunavut » adopté le 31 mars 1999.

## Description
Le dessin fut réalisé conjointement avec plusieurs anciens de la communauté inuite de la façon suivante : un caribou qui s'appuie sur la terre de la toundra fleurie durant l'été polaire et un narval qui s'appuie sur un bloc de glace flottant sur l'eau. Le cercle au centre est divisé en deux champs symétriques : le champ supérieur, d'azur, occupe seulement un tiers du cercle. Il comprend une étoile d'or (l'étoile polaire) ainsi que quatre cercles et un demi-cercle représentant le mouvement du soleil dans le firmament polaire. La partie inférieure d'or, représente d'un côté, un inuksuk d'azur et de l'autre un qulliq, lampe à huile traditionnelle en pierre qui symbolise la chaleur de la communauté inuite. Le tout est surmonté d'une guirlande à cinq bandes d'azur et d'argent, sur laquelle repose un igloo coiffé de la couronne britannique.
Dans la partie inférieure, on peut lire en inuktitut : ᓄᓇᕗᑦ ᓴᙱᓂᕗᑦ (Nunavut sannginivut) qui veut dire : « Notre Terre [le Nunavut] est notre force ».